# Gwaggelibrugg

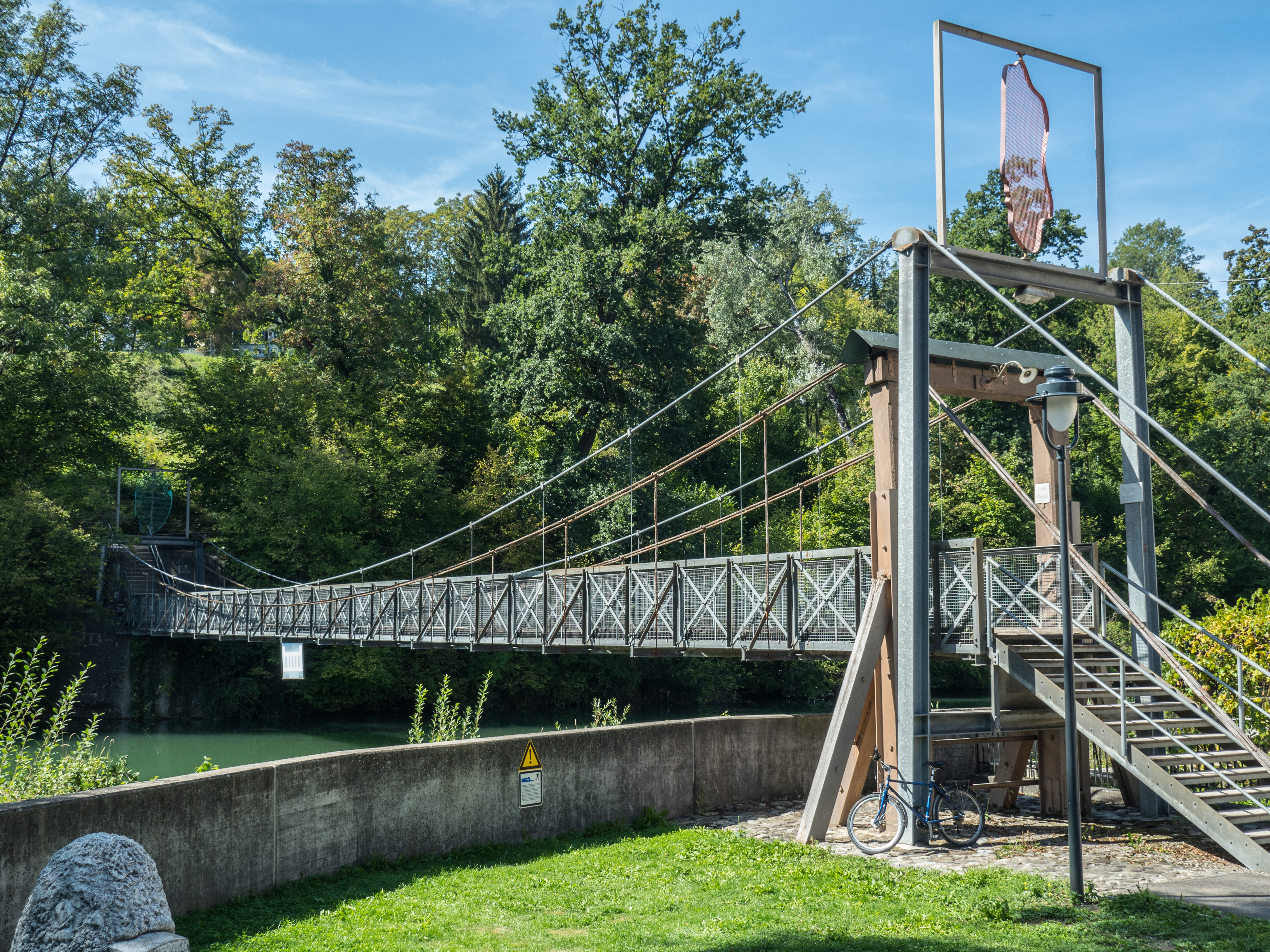
Die Gwaggelibrugg

Die Gwaggelibrugg (schweizerdeutsch für «Wackelbrücke») ist eine Fussgängerhängebrücke über die Limmat zwischen der Wettinger Klosterhalbinsel und der Damsau respektive dem Gebiet Klosterrüti, das zur Gemeinde Neuenhof gehört. Sie ist eine der ältesten heute noch erhaltenen Drahtseilbrücken der Schweiz.

## Name
Da die Brücke nur in der Quer-, nicht aber auch in der Längsrichtung versteift ist, schwankt sie beim Darübergehen. Aus diesem Grund erhielt sie im Volksmund den Namen Gwaggelibrugg (Wackelbrücke). Am besten ist das Wackeln aufgrund der Resonanz zu spüren, wenn mehrere Personen gleichzeitig über die Brücke gehen oder mit schweren Lasten darauf unterwegs sind. Ein jüngerer Name für den Steg ist Paul-Fischer-Brücke, nach dem Ammann von Neuenhof Paul Fischer (1927–2004).

## Geschichte
Bis 1863 bestand an dieser Stelle eine Fähre über die Limmat. 1858 liess Johann Wild auf der Klosterhalbinsel eine Baumwollspinnerei errichten. Um für die Arbeitskräfte der schnell wachsenden Spinnerei Wohnraum in der Umgebung zu schaffen, entstand im Jahre 1863 im Klosterrüti ein Kosthaus. Da die Fähre sich nur schlecht eignete, um die Arbeiter vom Klosterrüti zur Spinnerei zu bringen, gab Johann Wild den Bau der Hängebrücke in Auftrag. 1982 wurde die Gwaggelibrugg aufwändig saniert, um sie vor dem Abriss zu bewahren. Den Spagat zwischen dem Erhalt der alten Brücke und der Gewährleistung der Sicherheit schaffte man, indem eine neue Tragkonstruktion über und unter die alte Brücke gebaut wurde.

## Erhaltenswertes Objekt
Das Bauwerk ist ein Kulturgut von regionaler Bedeutung in Neuenhof und Wettingen.

## Kultur
An der Brücke findet sich ein Kunstwerk von Hans Anliker, das Gespräch über den Fluss, das zum Kulturweg Baden–Wettingen–Neuenhof gehört.